# Crnac
Crnac je vesnice a správní středisko stejnojmenné opčiny v Chorvatsku ve Viroviticko-podrávské župě. Nachází se asi 20 km východně od Slatiny. V roce 2011 žilo v Crnaci 494 obyvatel, v celé opčině pak 1 456 obyvatel.
Součástí opčiny je celkem deset trvale obydlených vesnic.
- Breštanovci – 153 obyvatel
- Crnac – 494 obyvatel
- Krivaja Pustara – 3 obyvatelé
- Mali Rastovac – 54 obyvatel
- Milanovac – 54 obyvatel
- Novo Petrovo Polje – 164 obyvatel
- Staro Petrovo Polje – 182 obyvatel
- Suha Mlaka – 105 obyvatel
- Veliki Rastovac – 238 obyvatel
- Žabnjača – 9 obyvatel

Crnacem procházejí župní silnice Ž4030 a Ž4045. Severně protéká řeka Karašica, západně řeka Čađavica a jižně řeka Vučica.